# Maing Communal Cemetery Extension
Le cimetière « Maing Communal Cemetery Extension » est un cimetière militaire  de la Première Guerre mondiale situé sur le territoire de la commune de Maing, Nord. 

## Localisation
Ce cimetière est situé au sud du bourg, juste après le cimetière communal sur une petite route conduisant à Quérénaing.

## Historique
Occupé dès la fin août 1914 par les troupes allemandes, le village est resté loin du front jusque fin octobre 1918, date à laquelle il a été le théâtre de violents affrontements. Maing a été définitivement repris début novembre par les troupes britanniques. Ce cimetière a été créé à cette date pour inhumer les soldats britanniques tombés lors de ces combats .

## Caractéristique
Le cimetière britannique de Maing comporte 87 sépultures du Commonwealth datant de la Première Guerre mondiale.

## Galerie

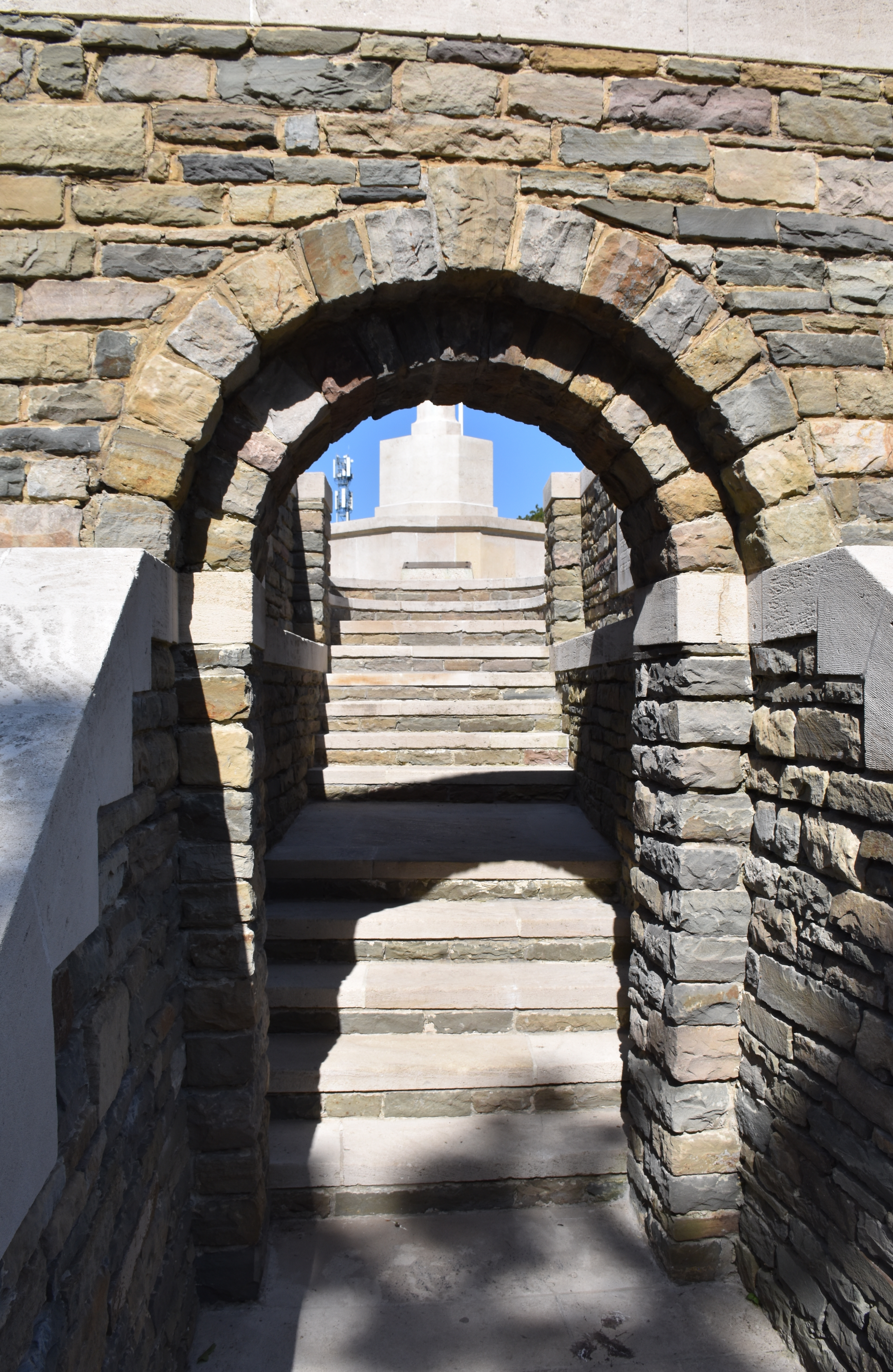
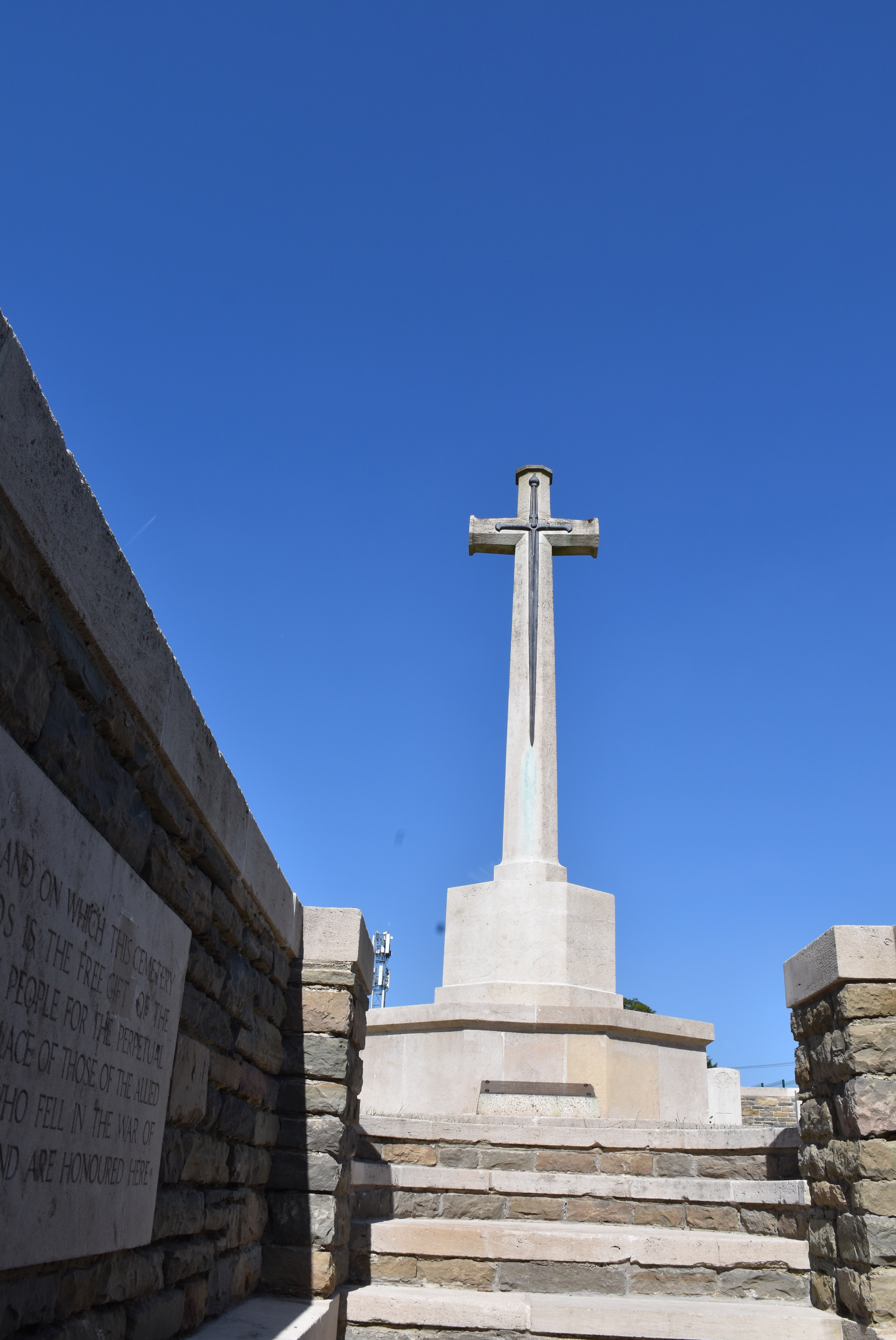
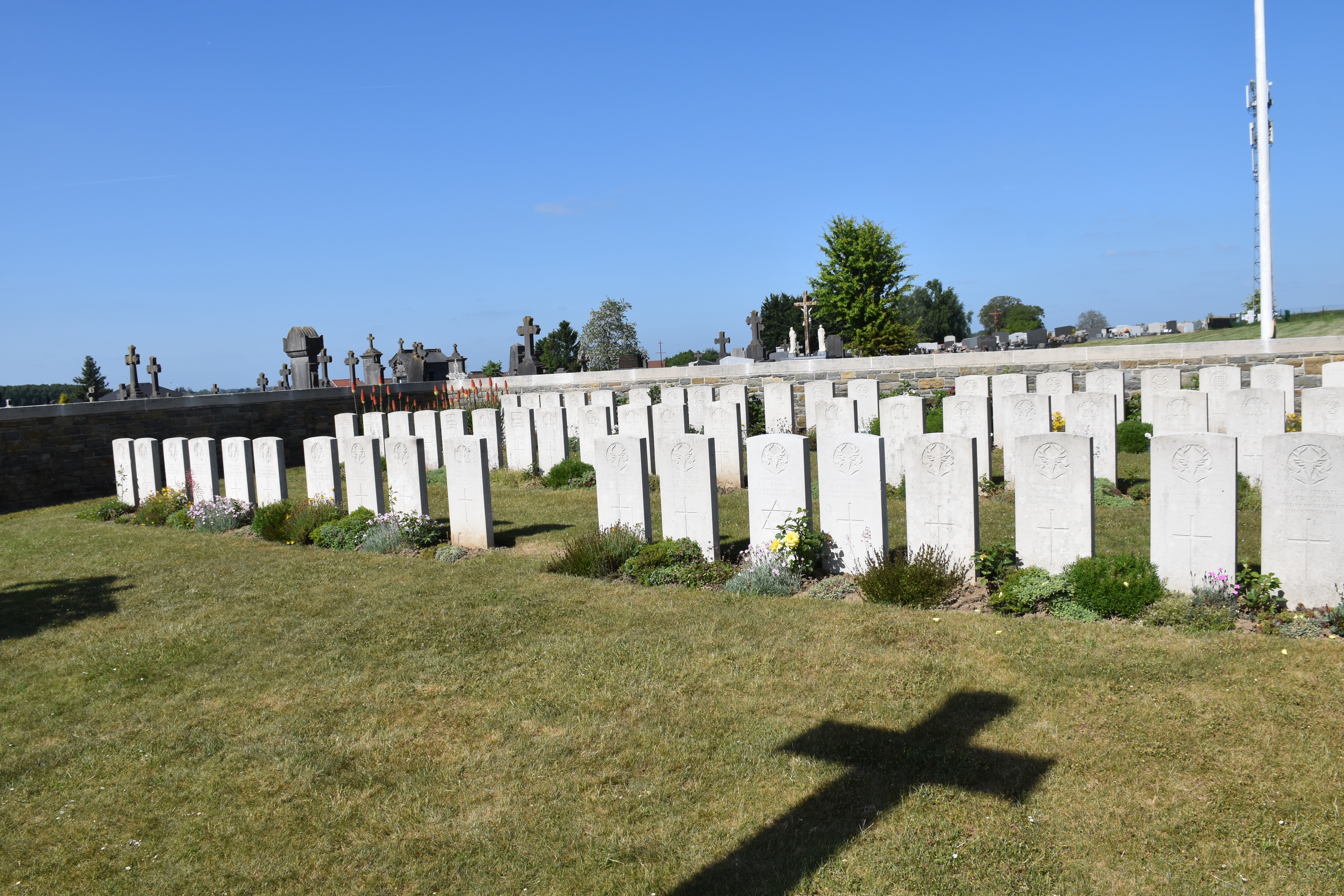
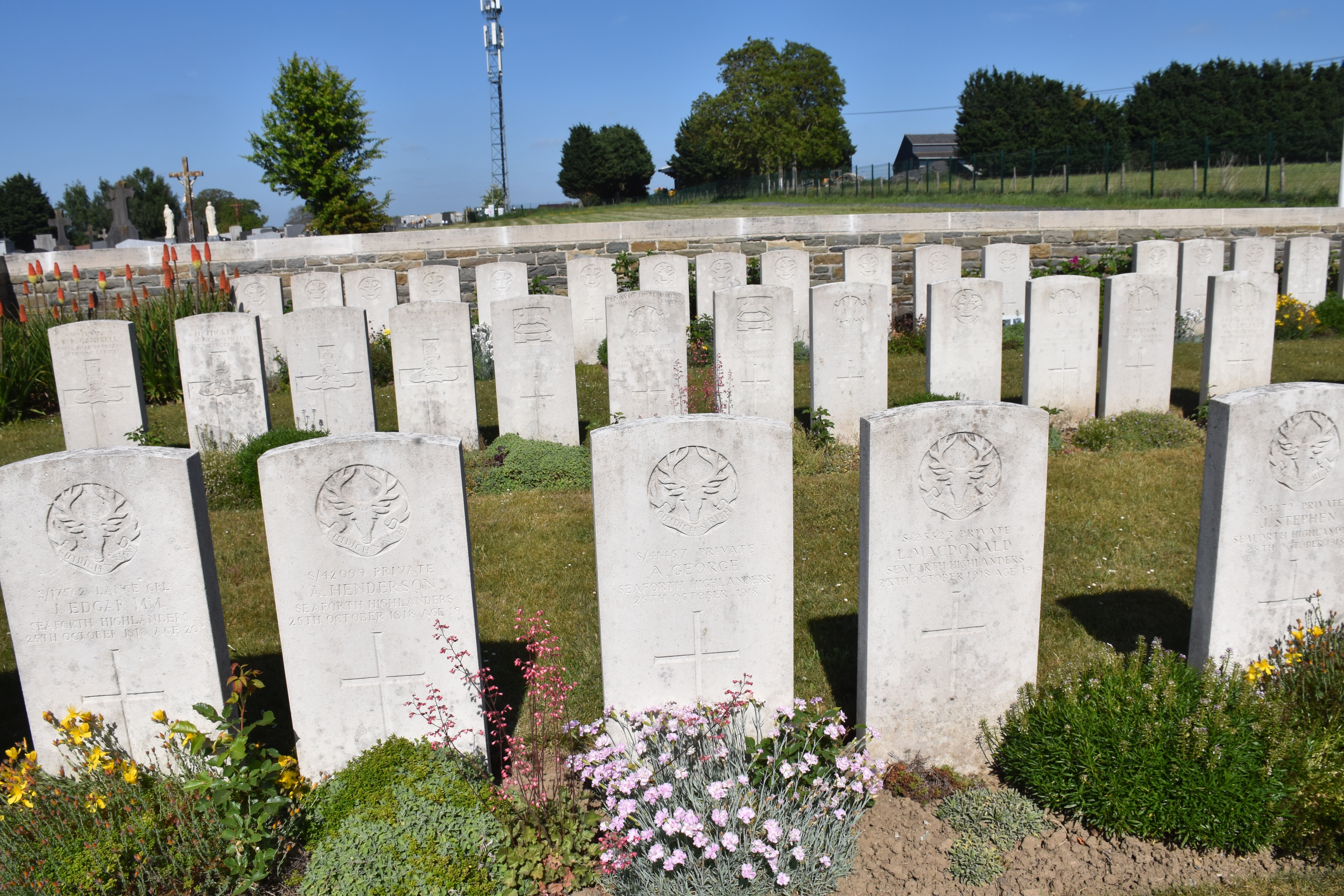
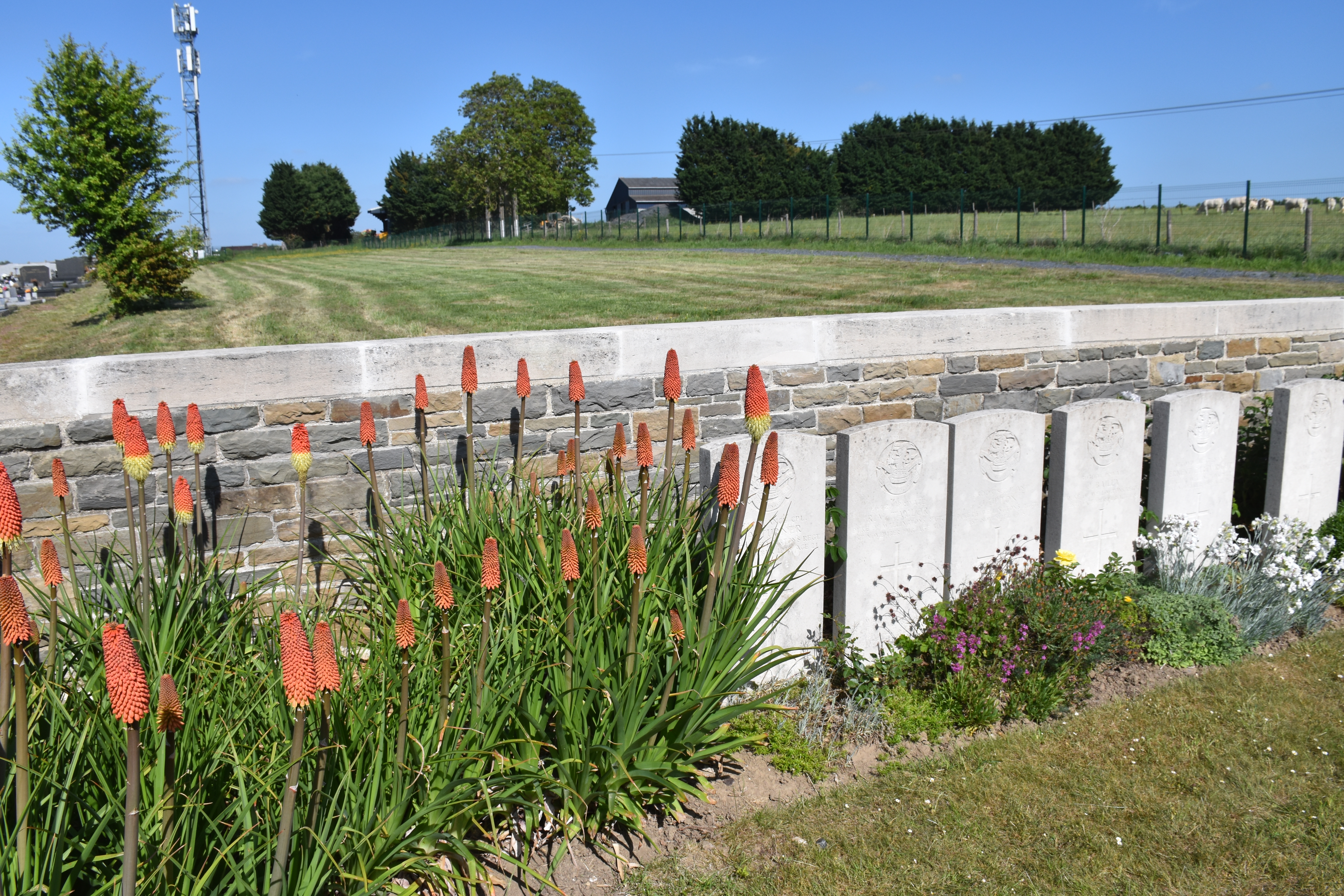

## Sépultures
| Pays        | Sépultures |
| ----------- | ---------- |
| Royaume-Uni | 87         |

### Liens Externes
http://www.inmemories.com/Cemeteries/maing.htm